# Trasporto aereo
Il trasporto aereo, consistente nel trasferire persone e merci da un punto all'altro utilizzando un mezzo viaggiante nell'aria, è oggi un fattore essenziale della globalizzazione economica e del progresso sociale. Viene attuato mediante velivoli specializzati in tale ruolo, sia ad ala fissa (aerei da trasporto) che ad ala rotante (elicotteri da trasporto).

## Storia
La data in cui nacque il trasporto aereo è il 17 dicembre 1903, giorno in cui i fratelli Wright riescono a far volare per alcune centinaia di metri la loro macchina rudimentale. In realtà, già nel 1900, Zeppelin aveva costruito un dirigibile, munito di due motori a scoppio, che consentiva viaggi abbastanza confortevoli, anche se lenti, costosi e non molto sicuri.
Nel 1917, la United States Postal Services istituisce il primo servizio aeropostale del mondo.
Nell'agosto 1919 viene poi effettuato il primo trasporto merci con un bombardiere militare convertito a cargo.
Ma solo negli anni '50, con la conversione di aerei militari al settore cargo, ha inizio un poderoso sviluppo dell'aviazione che consente la nascita di un vero e proprio mercato aereo delle merci.
L'aumento dell'autonomia dei velivoli degli anni '60, grazie alla nascita e allo sviluppo dei motori jet, consentono una riduzione dei consumi. Il trasporto aerocargo ne beneficia, soprattutto nei decenni successivi, grazie anche all'introduzione dei servizi "parcel express" — prima negli Usa e poi in Europa — e sviluppo degli operatori "all cargo".

## Funzione sociale
Il trasporto aereo, nelle sue varie forme e nelle sue varie tecniche, ha permesso di abbattere i tempi dei viaggi e moltiplicare le distanze raggiungibili.
Il commercio prima e la voglia di visitare posti diversi poi, ha dato all'aereo una funzione socializzante che, tuttora, non mostra segni di decadimento o di mancanza di appeal.
Si viaggia dunque per lavoro, ma si viaggia anche e soprattutto per diletto, e le compagnie aeree si sono adeguate aprendo nuove rotte e favorendo con una politica di prezzi contenuti l'accesso ad un più ampio pubblico a questo servizio. La particolare funzione sociale è quella di facilitare lo scambio di culture, rendendo più facile e possibile lo spostamento non più di pochi eletti, bensì di masse di popolazioni. Sociologicamente, ciò che incide nello sviluppare il comportamento di un popolo è il confronto con realtà differenti, ed in questo l'aereo ha reso un servizio enorme, permettendo un concreto interscambio culturale e professionale a livello mondiale.

## Trasporto di persone

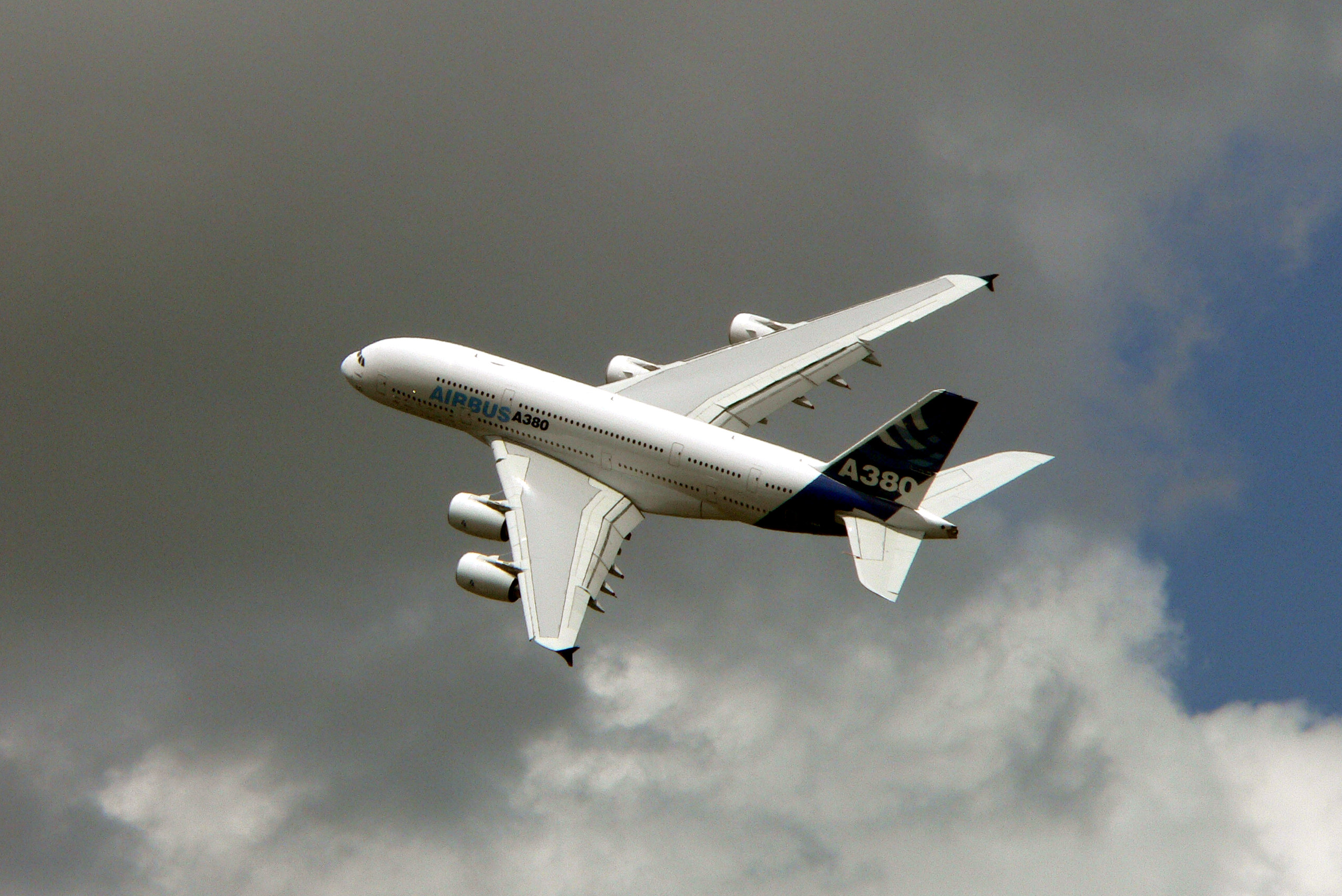
L'Airbus A380

Ovviamente molta acqua è passata sotto i ponti dai dirigibili che lentamente procedevano nel cielo trasportando pochi "ricchi" eletti ai moderni jet che portano centinaia di persone di qualunque stato sociale o capacità economica.
L'incremento delle rotte e l'apertura di nuovi aeroporti, oltre a dare molteplici possibilità di scelta, ha consentito di creare anche una sorta di pendolarismo, economicamente sostenibile grazie all'abbattimento dei costi della tratta, grazie soprattutto all'affermarsi di Compagnie Low Cost che, tagliando i servizi aggiuntivi ai passeggeri, possono fornire un servizio comunque adeguato alla necessità a prezzi anche decine di volte inferiori a quelli praticati dalle principali compagnie aeree nazionali ed internazionali.
Internet e la possibilità di prenotare on-line, da parte sua, ha ulteriormente facilitato l'accesso al servizio aereo, rendendo semplice e facile la programmazione di un viaggio, d'affari o di piacere che sia.
Secondo uno studio dell'Unione europea nel triennio dal 2004 al 2006, negli aeroporti dei paesi europei si rilevano numerosi interessanti fattori statistici.
In valori complessivi si è passati da 106 a 123 milioni di passeggeri, con un incremento medio annuo del 7,89%, che passa al 10,82% se si considera la sola quota di traffico internazionale che ha riscontrato un incremento di 13 milioni di passeggeri.
Sempre a livello europeo, "nel settore internazionale mentre il traffico con il continente Americano ed Africano è rimasto pressoché inalterato ed il traffico verso l'Asia ha riscontrato un +23,6% con 4,2 milioni nel 2006, l'Europa ha movimentato 57 milioni di persone nel 2006, difatti i passeggeri nell'Unione europea sono passati da 41,8 del 2004 a 51,6 milioni del 2006 mentre i Paesi non UE da 3,2 a 5,4".

## Trasporto di merci
Il trasporto delle merci via aerea ha subito negli anni un notevole incremento sia per ragioni di necessità di velocità di approvvigionamento, che per ragioni di economicità del servizio reso.
La moderna gestione delle scorte nelle aziende ha reso necessario un accorciamento dei tempi di approvvigionamento ed il trasporto aereo ha contribuito notevolmente in tal senso, permettendo l'arrivo in tempi brevissimi di ricambistica o componenti atti a viaggiare nella stiva di un aereo, vale a dire necessariamente piccoli, leggeri e ad alto valore.
L'economicità del servizio è stata una conquista della liberalizzazione delle tratte e della concorrenza, grazie al quale la comparsa di nuovi vettori aerei sul mercato ha conseguentemente permesso l'abbattimento dei costi di trasporto.
Il servizio di trasporto della posta per via aerea, se pure ormai di scarsa rilevanza in quanto divenuto consuetudinario, è oggetto di studio da parte dei collezionisti. I francobolli emessi per la posta aerea rientrano a pieno titolo tra quelli studiati dalla filatelia mentre tutti gli oggetti trasportati tramite la posta aerea sono di interesse per l'aerofilia.

## Gli hub aeroportuali

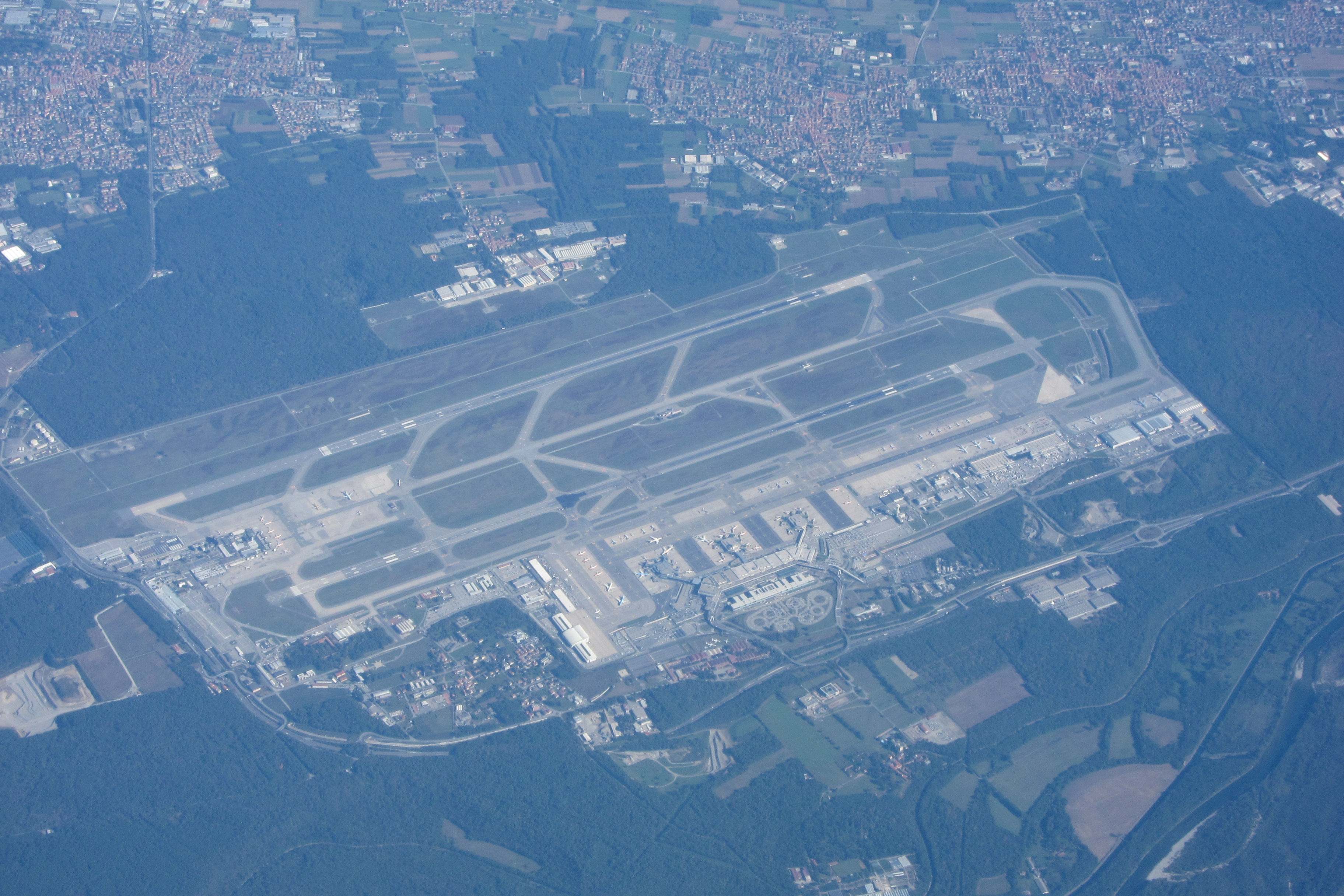
L'hub di Milano Malpensa

L'incremento dei voli, ha reso necessario la strutturazione "Hub and spoke" del servizio aereo.
La tendenza è cercare di far viaggiare gli aerei con il maggior numero di passeggeri possibili, quindi nella maniera economicamente più conveniente. È evidente che, per esempio, una tratta Verona-Miami ha poca frequenza di viaggiatori. Un aereo che la percorresse sarebbe costantemente desolatamente vuoto o con pochi turisti veneti. La tratta sarà invece congegnata in Verona-Roma-New York-Miami e sarà servita da tre aerei anziché uno. Può sembrare una complicazione, ma è da questo spezzettamento di tratte e moltiplicazione di aeroplani che nasce l'economicità. La tratta Verona-Roma-New-York e quella di Miami sarà gestita da aerei piccoli (DC-9) e quella Roma-New-York sarà effettuata da aerei intercontinentali (Boeing 777). Roma e New-York sono due hub, vale a dire centri di raccolta di passeggeri (lo stesso vale per le merci). A Roma confluiranno dai vari aeroporti periferici dell'Italia tutti i passeggeri diretti negli Stati Uniti (non solo quindi a Miami) e tutti insieme compiranno la rotta transoceanica, riempiendo l'aereo con 300 passeggeri (paganti).
Sarà a New York che i nostri ipotetici viaggiatori veronesi cambieranno mezzo per dirigersi a Miami, assieme a tutti gli altri turisti arrivati da tutto il mondo nell'hub newyorkese e diretti a Miami.
L'Italia dispone di due hub. Il primo è l'aeroporto di Roma Fiumicino che funge da centro di raccolta e smistamento dei voli Alitalia per quanto riguarda numerose tratte intercontinentali. Il secondo hub è l'aeroporto di Milano Malpensa che dopo l'abbandono di Alitalia è alla ricerca di una Compagnia Aerea di riferimento che servirebbe a ristabilizzare ed aumentare le rotte intercontinentali attualmente troppo scarse. Nel passato si parlava di Air China e di Lufthansa, due grandi compagnie aeree che reputano l'aeroporto di Malpensa strategicamente molto appetibile in previsione dell'Expo 2015.

## Le compagnie aeree

### Le compagnie Low-Cost
Una poltrona larga un metro e oltre, morbida e avvolgente, un drink servito da un'avvenente hostess, noccioline o salatini, giornali freschi di stampa, cibo di buona qualità e bis a volontà. Quanto incidono questi servizi accessori nel costo di un biglietto aereo? Da questo ragionamento, semplice ma lungimirante, nasce l'idea dei voli low-cost, voli in cui il servizio offerto è unicamente il viaggio da un punto all'altro, e tutto il resto è un'opzione a pagamento. Scarno, essenziale, senza fronzoli o regalìe, dunque meno costoso.
Nate negli anni settanta in America, dove il mercato dei voli passeggeri, in mano a pochi grandi gruppi che agivano in una situazione di oligopolio formando un vero e proprio cartello tariffario, necessitava una liberalizzazione delle tratte e delle tariffe.
L'arrivo in Europa fu negli anni novanta con la compagnia irlandese Ryanair che tutt'oggi ha la maggior fetta di mercato.
Il servizio, fin dall'inizio, si differenzia dai "charter" in quanto il servizio è di linea e non occasionale, razionalmente organizzato al risparmio proprio per offrire un biglietto dal costo contenuto. Non tocca però gli aeroporti principali, ma ha spesso come punti di riferimento aeroporti secondari, comunque abbastanza vicini a quelli principali, in cui i costi per il vettore aereo sono inferiori e può avere a disposizione un maggior numero di slot, cioè rotte di collegamento aeree.
Un esempio classico è l'aeroporto di Orio al Serio, a poche decine di chilometri da Milano Linate e poco di più da Milano Malpensa che, grazie ad una Compagnia Low-Cost ha una frequenza di atterraggi e decolli da aeroporto internazionale.
Il target, ovvero i destinatari del servizio, a quel punto era chiunque potesse permettersi di sognare un viaggio aereo e che prima, causa il costo dei biglietti, non aveva concretizzato il suo sogno, ripiegando su treno o nave, o semplicemente non viaggiando.
Ovviamente, tra il risparmio, c'è anche la flotta aerea contenuta, quindi carenza (o assenza) di aerei di scorta per sostituirne altri in eventuale avaria.
L'unico punto su cui non esisteva risparmio era la sicurezza/manutenzione dei velivoli: la ragione era ed è evidente, un disastro aereo è la peggior pubblicità possibile e può portare alla bancarotta qualunque azienda.
Sempre da un'analisi dell'Unione europea per il triennio 2004-2006 appare in crescita geometrica il fenomeno Low Cost, passando dai 12,7 milioni di passeggeri del 2004 ai 28,4 del 2006, con un incremento medio annuo del 50%, mentre il trasportato dei vettori tradizionali è rimasto sostanzialmente invariato. Dividendo questo dato globale, il maggior incremento percentuale si è avuto nel traffico nazionale che è quintuplicato passando da 1,3 a 7 milioni di passeggeri, anche se in valori assoluti è il traffico internazionale il settore più importante passando dai 12,7 del 2004 ai 28,4 del 2006.
In Europa la crescita di passeggeri che si sono serviti di compagnie low cost è stata esponenziale. Nel 1994 circa 3 milioni di passeggeri volarono a prezzi a basso costo e nel 1999 i passeggeri furono ben 17,5 milioni. Ma il boom avviene nel terzo millennio, basti pensare che con la sola Ryanair nel 2009 hanno volato 65 milioni di persone e oltre 72 milioni nel 2010 con una crescita, per la compagnia, di oltre il 10% da un anno all'altro.

## La sicurezza aeroportuale
Sempre considerata importante, ma, dopo l'11 settembre 2001, assurta agli onori delle cronache come elemento vitale del trasporto aereo, la sicurezza del volo deve essere vista sotto tre aspetti fondamentali: la sicurezza del mezzo, la sicurezza dell'aeroporto e la sicurezza dei viaggiatori. Andrebbe peraltro aggiunto l'aspetto della sicurezza della collettività nel senso di tutto ciò che non è esplicitamente parte del trasporto aereo ma che può essere impattato da un incidente aereo o da un attentato.
Per quanto riguarda la sicurezza del mezzo, è evidente che un sistema meccanico-elettronico così complicato come quello di un aereo ha una necessità di un alto livello di manutenzione e, soprattutto prevenzione, date le nefaste conseguenze che può avere un guasto durante il volo. Pur restando statisticamente il mezzo più sicuro per viaggiare, è chiaro che l'incidente, quando raramente accade, difficilmente dà scampo ai passeggeri in volo. La manutenzione è quindi una manutenzione ordinaria continua, con il vero e proprio smontaggio e rimontaggio di tutto l'aereo con una periodicità normalmente semestrale.
Come spesso succede, talvolta vengono a galla speculazioni sul costo dei ricambi o sulla loro non originalità, per risparmiare, o addirittura sulla rarificazione dei controlli per non far interrompere la redditività dell'aeromobile (cioè interrompere i voli).
Ad ogni modo, i controlli devono comunque essere fatti, perché in caso di incidente aereo, il rilevarsi l'incuria tra le cause, porterebbe il vettore a conseguenze negative enormemente superiori rispetto al risparmio conseguito dalla non manutenzione.

## Il trasporto aereo militare
Tale attività rappresenta un'importante branca sia del trasporto aereo che del trasporto militare ed identifica tutte le attività connesse con il movimento per via aerea di uomini, mezzi e materiali necessari per assicurare il sostegno logistico alle Forze armate, con particolare riferimento a quelle impegnate in Operazioni militari o in esercitazioni.
Storicamente, il trasporto aereo militare si è sempre suddiviso in trasporto aereo tattico e trasporto aereo strategico, per caratterizzare i movimenti, rispettivamente, a corto raggio e a lungo raggio. Tale approccio era collegato allo scenario strategico della guerra fredda, caratterizzato dall'esistenza di un solo Teatro operativo (quello europeo) e da un solo Paese che eseguiva trasporti per via aerea al di fuori di tale zona, ossia gli Stati Uniti d'America: i relativi movimenti intercontinentali transoceanici per via aerea vennero denominati "strategici". Sin dalla caduta del Muro di Berlino, però, e con l'apertura del primo Teatro Operativo "fuori area", ossia quello balcanico, le dottrine logistiche valide fino ad allora furono totalmente stravolte. Con le due Guerre del Golfo, infine, trovarono la loro prima applicazione i concetti di trasporto "intra-theatre" e "inter-theatre", che ampliavano e modificavano lo storico dualismo strategico - tattico.
Attualmente, con l'apertura di nuovi Teatri Operativi lontani dal mare (Operazioni Enduring Freedom e ISAF in Afghanistan) e vista l'insicurezza delle linee terrestri, il trasporto per via aerea è diventato, di fatto, l'unica modalità logistica percorribile, assumendo un'importanza ed una valenza sulle Operazioni in corso mai avuta prima.

## Impatto ambientale
L'Enac individua come impatti ambientali diretti provocati dal trasporto aereo le emissioni sonore, gassose e le dispersioni di varie sostanze quali: oli usati,batterie,scarichi di bordo degli aeromobili,residui sulla pavimentazione delle piste (ad es. sgommature, de-icing, verniciatura, urea),rifiuti sanitari,rifiuti alimentari,rifiuti solidi assimilabili a rifiuti urbani.

Emissioni di gas serra nell'ETS UE e prime 10 compagnie aeree per emissioni (2013-2019).

Con 4,3 miliardi di passeggeri e 58 milioni di tonnellate di merci trasportati nel 2018, il trasporto aereo è oggi indispensabile per gli spostamenti rapidi e il commercio internazionale. Allo stesso tempo, limitatamente all’Unione europea, nel 2015 l’aviazione è stata responsabile del 13% delle emissioni di gas serra attribuibili ai trasporti e di oltre il 3% delle emissioni totali di anidride carbonica. Ulteriori effetti dannosi riconducibili al settore dell’aviazione sono l’emissione di agenti inquinanti in particolare se rilasciate in alta quota in parti vulnerabili della troposfera, l’inquinamento sonoro e l’utilizzo di grandi porzioni di terra per la costruzione degli aeroporti.

## Tassazioni
Al fine di cercare di far diminuire l'impatto ambientale, gli Stati possono, tra le altre iniziative, servirsi di strumenti come l’imposizione di tributi che permettano interventi di mitigazione. Le tasse sui biglietti, sul carburante e sulle emissioni sonore sono tra i tributi che rispondono a questa logica.

### Tassazione sui biglietti
I tributi sui biglietti aerei, solitamente chiamati "tasse di imbarco", sono disciplinati dalla L. 5 maggio 1976, n. 324, in materia di “Diritti per l'uso degli aeroporti aperti al traffico aereo civile”. Tali tributi, ai sensi dell'art. 1 della medesima legge, sono imposti in relazione al movimento delle persone negli aeroporti nazionali aperti al traffico aereo civile.
In Italia, la tassa di imbarco è dovuta a tutti i passeggeri dei voli aerei. Dal momento che la società di gestione delle infrastrutture aeroportuali mette a disposizione l'esercizio di determinate attività di gestione, sorge l'obbligo per le compagnie aeree di corrispondere alla stessa alcuni importi destinati a remunerare tale attività. La riscossione di tale tassa di imbarco avviene in due momenti distinti, poiché si prevede che il pagamento di tale tributo spetti in prima battuta ai vettori, i quali potranno recuperare l'ammontare, attraverso l’obbligo di rivalsa ai sensi dell’art. 5 della L. 5 maggio 1976, n. 324, dai passeggeri, che quindi sono i destinatari ultimi dell'onere economico.
L'entità della somma versata varia a seconda della tratta del volo a cui il biglietto si riferisce: 6,57 euro per i viaggi nazionali e 12,69 euro per quelli europei. Al verificarsi di determinate situazioni, però, il pagamento di tale tassa non è dovuto: nelle tratte in cui si renda necessario il cambiamento dell'aeromobile (e quindi anche la sosta presso un aeroporto diverso rispetto a quello di partenza) per raggiungere la destinazione, e nei casi in cui comunque l'interruzione del volo non dipenda dalla volontà del passeggero.
Oltre all’Italia, altri sei paesi in Europa (Austria, Francia, Germania, Norvegia, Regno Unito e Svezia) hanno adottato delle tasse su ogni biglietto aereo acquistato. Come avviene per la tassa d’imbarco italiana, l’entità di tali tributi varia solitamente in base alla distanza percorsa. Se il tributo su un biglietto per un volo a corto raggio in Austria è di 3,50 euro, quello per un volo a lungo raggio in Germania raggiunge 41,99 euro. In alcuni ordinamenti, l'importo varia anche in base alla classe di viaggio.
Nel Regno Unito, per esempio, la Air Passenger Duty (APD) distingue i voli in due categorie a seconda della distanza coperta: la categoria A comprende i voli che abbiano come destinazione uno Stato la cui capitale si trovi a più di 2.000 miglia da Londra; la categoria B, invece, comprende i voli per i quali tale distanza sia inferiore alle 2.000 miglia. Per ogni categoria vi sono poi ulteriori differenziazioni in base alla classe di viaggio: la "reduced rate" si applica alla classe più economica, quella “standard” a tutte le altre e quella "higher" ai jet privati.

### Tassazione sul carburante
Diversi interventi sono stati avviati al fine di ridurre le emissioni di gas serra legate al consumo di carburante per il trasporto aereo. Tra i provvedimenti più incisivi, l’Unione europea ha provveduto ad includere tutti i voli in arrivo e in partenza dagli aeroporti dell'UE nel sistema comunitario di scambio delle quote di emissioni dei gas serra (Emission Trading System) a partire dal 1º gennaio 2012: alle compagnie aeree sono state assegnate delle quote di emissioni, il cui superamento comporta la necessità di acquistarne altre e il rischio di essere assoggettati a sanzioni. Le emissioni sono calcolate in base alla lunghezza del volo, e sono quindi incluse anche quelle prodotte in alto mare o in territorio straniero.
Per quanto riguarda l'imposizione di tasse sui combustibili utilizzati nel trasporto aereo internazionale, l’art. 24 della Convenzione di Chicago sull’aviazione civile internazionale (1944) prevede che il carburante che, all’arrivo in uno Stato Membro, si trovi già a bordo di un aereo non possa essere tassato. Il Policy Document 8632 dell'Organizzazione internazionale per l'aviazione civile (ICAO) estende ulteriormente tale regime di esenzione fiscale, rendendolo applicabile, purché in condizione di reciprocità tra gli Stati, anche al carburante che non si trovi già a bordo dell’aereo. In questa direzione si è mossa anche l’Unione europea: l'articolo 14, c.1, lett. b) della Direttiva 2003/96/CE prevede che il carburante per il trasporto aereo, ad esclusione di quello destinato all’aviazione privata da diporto, non sia tassato.
Tuttavia, le prospettive future sembrano seguire una strada diversa: nel 2019 nasce l’iniziativa europea dei cittadini in merito all'introduzione di una tassa sul carburante degli aerei (cherosene). Anche nel contesto internazionale, alcuni Stati hanno espresso riserve al Policy Document 8632 dell'ICAO. In particolare, Germania e Svezia hanno sottolineato che, proprio in virtù dei benefici ambientali che potrebbero derivare dall’introduzione di tributi sul carburante, non escludono che tali politiche possano essere perseguite in futuro.

### Tassazione sulle emissioni sonore
Oltre alle emissioni di gas serra, il settore del trasporto aereo ha un effetto dannoso sull’ambiente anche in relazione al cosiddetto "inquinamento acustico".
Al fine di contrastare tale forma di inquinamento, è stata introdotta in Italia con la Legge 21 novembre 2000, n. 342, in materia di “Misure in materia fiscale”, agli artt. 90-95, l’Imposta Regionale sulle Emissioni Sonore (IRESA). Si tratta di un tributo a natura territoriale, che grava su tutte le Regioni e le Province Autonome di Trento e Bolzano per ogni atterraggio e decollo di un aeromobile civile in un aeroporto civile, il cui importo dipende dalle quantità di emissioni sonore prodotte. Il soggetto obbligato al pagamento dell’imposta è l’esercente dell’aeromobile, che dovrà versare la somma ogni tre mesi alle Regioni o alle Province Autonome di Trento e Bolzano, alle quali è riconosciuto un certo potere discrezionale nell’imposizione del tributo, con la possibilità di modificare gli importi tramite una legge regionale o provinciale. Questo potere discrezionale è assente in relazione alla destinazione del gettito, che svolge una funzione risarcitoria del danno ambientale prodotto dalle emissioni sonore degli aeromobili, e deve dunque essere destinato al completamento dei sistemi di monitoraggio acustico, al disinquinamento acustico e all’eventuale indennizzo degli individui residenti nelle zone limitrofe all’aeroporto.
In Europa i tributi sulle emissioni sonore sono generalmente specifici per i singoli aeroporti e prevedono importi differenti a seconda delle caratteristiche dell’aereo e spesso anche del momento della giornata in cui si svolgono le manovre.
Nel Regno Unito, per esempio, il Civil Aviation Act del 2006 ha autorizzato le autorità aeroportuali a tassare gli operatori aerei anche in base alle emissioni sonore. L'aeroporto di Heathrow (Londra) si è avvalso di questa possibilità e, all’interno di un piano comprensivo di riduzione del rumore, ha anche previsto di differenziare le tasse di atterraggio in base alle emissioni sonore degli aeromobili. In particolare, gli aerei sono suddivisi in sei categorie a seconda delle caratteristiche tecniche che influiscono sulla produzione del rumore; tutte le tariffe sono poi più che raddoppiate per gli atterraggi notturni.

## Fonti
Fonti dei dati statistici: Unione europea, analisi dei movimenti di merci e passeggeri nel periodo 2004-2006